# Nationaler Gedenktag des Genozids an den Serben

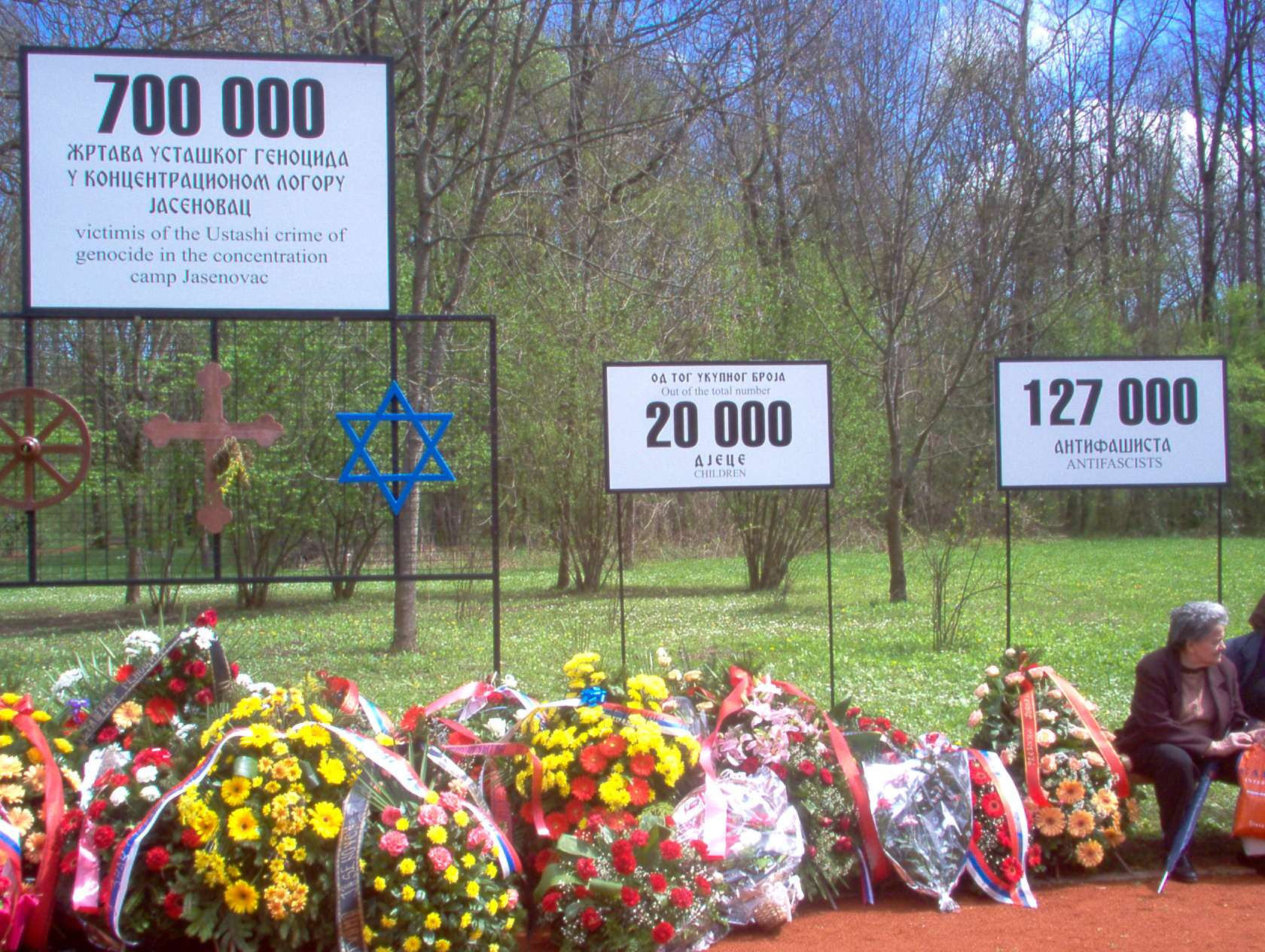
Gedenkstätte in Donja Gradina. Dort befand sich das Hinrichtungsgebiet des KZ Jasenovac.

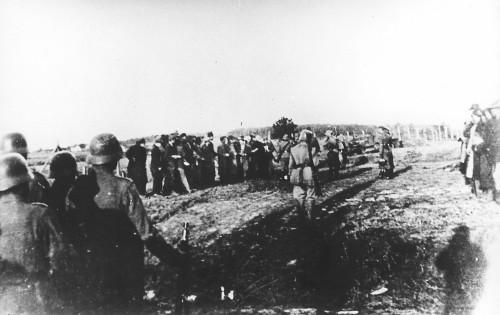
Serbische Zivilisten kurz vor dem Massaker von Kraljevo und Kragujevac durch die Nazis.

Der Nationale Gedenktag des Genozids an den Serben (serbisch-kyrillisch Национални дан сећања на геноцид над Србима) ist ein am 22. April in Serbien landesweiter, gesetzlich verankerter Gedenktag. Er gilt als Gedenken vor allem an die Serben, aber auch Juden und Roma, sowie Opfer anderer Minderheiten, die während des Zweiten Weltkrieges im Rahmen des Völkermords im faschistischen Unabhängigen Staat Kroatien (NDH) in dem von den Achsenmächten besetzten Jugoslawien umkamen oder ermordet wurden.
Die Opfer starben in Konzentrations- oder Internierungslagern, durch Massaker, Massenerschießungen, Hinrichtungen, Razzien und aufgrund Religiöser Verfolgung, besonders durch den Terror der rechtsextremen Ustascha, aber auch durch die Nazis, sowie deren Verbündeten und Kollaborateuren, unter anderem die bosnisch-muslimische SS-Handschar, die albanische SS-Skanderbeg oder die aus Volksdeutschen zusammengesetzte SS-Division Prinz Eugen.
Der 22. April wurde deswegen gewählt, weil es an diesem Tag 1945 zum Durchbruch einer Gruppe von Internierten des Ustascha-Todeslagers im KZ Jasenovac kam, bei welchem von den übrig gebliebenen 1000 Gefangenen nur 127 Menschen überlebten.
Die Zahl der Opfer war stets Gegenstand politischer Debatten und Konflikte. Laut Angaben des United States Holocaust Memorial Museum wurden zwischen 1941 und 1945 allein im NDH-Staat etwa 77.000 bis 99.000 Serben und Juden ermordet.
Mit zahlreichen landesweiten Veranstaltungen wird an die Opfer gedacht; so werden unter anderem Kranzniederlegung und Ehrenerweisung an Denkmälern vollzogen.